# Седюк Віталій Миколайович
Віта́лій Микола́йович Седю́к (нар. 14 листопада 1988, Бориспіль) — український пранкер і журналіст-провокатор.

## Історіяскандальнихвитівок
Відомий численними нападами на зірок шоу-бізнесу, які він здійснив на публічних заходах, таких як прем'єри та церемонії нагородження. У декількох із цих випадків він проходив у зони з обмеженим доступом завдяки посвідченню журналіста каналу «1+1», на якому він працював раніше. Зокрема він відомий тим, що ліз цілуватися з Віллом Смітом (за що отримав від останнього прочуханки), дав ляпаса Бреду Пітту на прем'єрі фільму «Чаклунка», заглядав під сукню Селені Гомес, імітував оральний секс з Леонардо Ді Капріо (даний вчинок насправді є натяком на схожу сцену Леонардо Дікарпіо з фільму «Вовк з Волл-стріт», де його персонаж теж імітував оральний секс людині, яку поважає).[джерело?]

### Оголення на Євробаченні
Віталій Седюк був затриманий правоохоронцями під час фіналу Євробачення 2017, після того як вискочив на сцену, де виступала Джамала, і, опустивши штани, показав публіці свої голі сідниці. Міністр МВС України Арсен Аваков заявив, що Седюку може загрожувати від штрафу до 5 років позбавлення волі за хуліганство. На першому судовому засіданні у його справі Седюк отримав невиїзний статус; наступне судове засідання було призначено на 12 липня. 30 травня 2017 року Київська місцева прокуратура № 4 скерувала обвинувальний акт щодо Седюка до Дніпровського районного суду міста Києва для розгляду по суті.
18 липня 2017 року суд остаточно ухвалив Рішення щодо накладання суттєвого штрафу на пранкера, врахувавши його публічне вибачення перед Джамалою. В. Седюк погодився з вироком суду.
У своєму коментарі, щодо даного інциденту, співачка Джамала вкрай негативно оцінила насамперед роботу охорони пісенного конкурсу і висловилася проти тюремного строку Віталію Седюку., пізніше, 17 липня 2017 р., суд присудив штраф Сердюку в розмірі 8500 гривень.

## Пояснення власних дій
У своїх інтерв'ю Седюк заперечує, що його поведінка зводиться до переслідування (сталкінгу), а також стверджує, що він не «схиблений».
Своє оголення на Євробаченні Седюк назвав «актом власної епатажності, епатажним вчинком».

## Сприйняття
Напади Седюка на зірок шоу-бізнесу загалом були сприйняті негативно у США. Так, видання Los Angeles Times вважає його витівки «злоповісними», у той час як The Hollywood Reporter назвав Седюка «безсоромним фанатиком уваги та шибеником». У репортажах щодо його вчинків на Каннському кінофестивалі The Huffington Post, зауваживши, що Седюк себе називає «пранкером», запитує: «Невже хтось справді сміється?» Блог Vulture описав Седюка як «Бората позбавленого кмітливості та сатири», видання Uproxx назвало його «підлотою», а The Wire вважає його «негідним шматком людського сміття».
На думку креативного директора Євробачення-2017 Сергія Проскурні: «Віталій Седюк — це продукт критичного, нецікавого, епатажного, яке не вміє нічого створювати, а тільки провокує. Насправді це егоїзм».